# 羊部
羊部（）は、漢字を部首により分類したグループの一つ。
康熙字典214部首では123番目に置かれる（6画の6番目、未集の6番目）。

## 概要
羊部には「羊」またはその変形である「⺶」「𦍌」「⺸」を筆画の一部として持つ漢字を分類している。
偏になるときは縦画が左に曲がって「⺶」のような形になり、冠になるときは「𦍌」に変形する。また「⺸」の字形は漢字「羋」に用いられる。UnicodeのCJK部首補助では「⺶」が康煕部首の「羊」と同じ「SHEEP」、「𦍌」が「RAM」、「⺸」が「EWE」の部首名で登録されている。
単独の「羊」字はヒツジを意味する。また「祥」に仮借して「めでたい」「よい」の意味もある。
ヒツジは中国で古くから飼育されている家畜であり、六畜（馬・牛・羊・鶏・犬・豚）の一つに挙げられている。その毛は織物に使われ、肉は食用、乳は飲用されたり加工されて食用される。現在でも中国は世界一の羊飼養国であり、羊乳や羊肉はごく一般的な食材である。特にイスラム教徒は豚肉を食べないので、回族の多い西北部では羊肉が主菜として食されている。このようにヒツジは身近な動物であり、部首にもなる独自の字をもつに至っている。
「羊」は字源としては、角を持った羊の頭部を象る象形文字である。『説文解字』では頭・角・足・尾といった全体の象形とするが、甲骨文字の形を見ればわかるように、これは誤った分析である。
「羊」は意符としては羊や家畜、食品に関する文字に含まれる。

## 部首の通称
- 日本：ひつじ・ひつじへん
- 中国：羊字旁・羊字頭
- 韓国：양양부（yang yang bu、ひつじの羊部）
- 英米：Radical sheep

## 部首字
羊
- 中古音
  - 広韻 - 与章切、陽韻、平声
  - 詩韻 - 陽韻、平声
  - 三十六字母 - 喩母四等
- 現代音
  - 普通話 - ピンイン：yáng 注音：ㄧㄤˊ ウェード式：yang2
  - 広東語 - Jyutping:joeng4 イェール式:yeung4
- 日本語 - 音：ヨウ（ヤウ）（漢音・呉音） 訓：ひつじ
- 朝鮮語 - 音：양(yang) 訓：양（yang、ひつじ）

## 例字
- 羊
- 3:美、4:羔、5:羞・羚、6:着、7:義・羣（群）・羨、10:羲、13:羮・羶・羸